# Paraguai nos Jogos Olímpicos de Verão de 1972
O Paraguai competiu nos Jogos Olímpicos de Verão de 1972, realizados em Munique, Alemanha Ocidental.